# Iglesia de San Bartolomé (Jerez de los Caballeros)
La iglesia parroquial de San Bartolomé es un templo católico de estilo barroco situado en la localidad española de Jerez de los Caballeros, perteneciente a la provincia de Badajoz, en la comunidad autónoma de Extremadura. 
Destacada por su profusa decoración y colorido, así como su valor patrimonial, fue declarada Bien de Interés Cultural en 2013.

## Historia

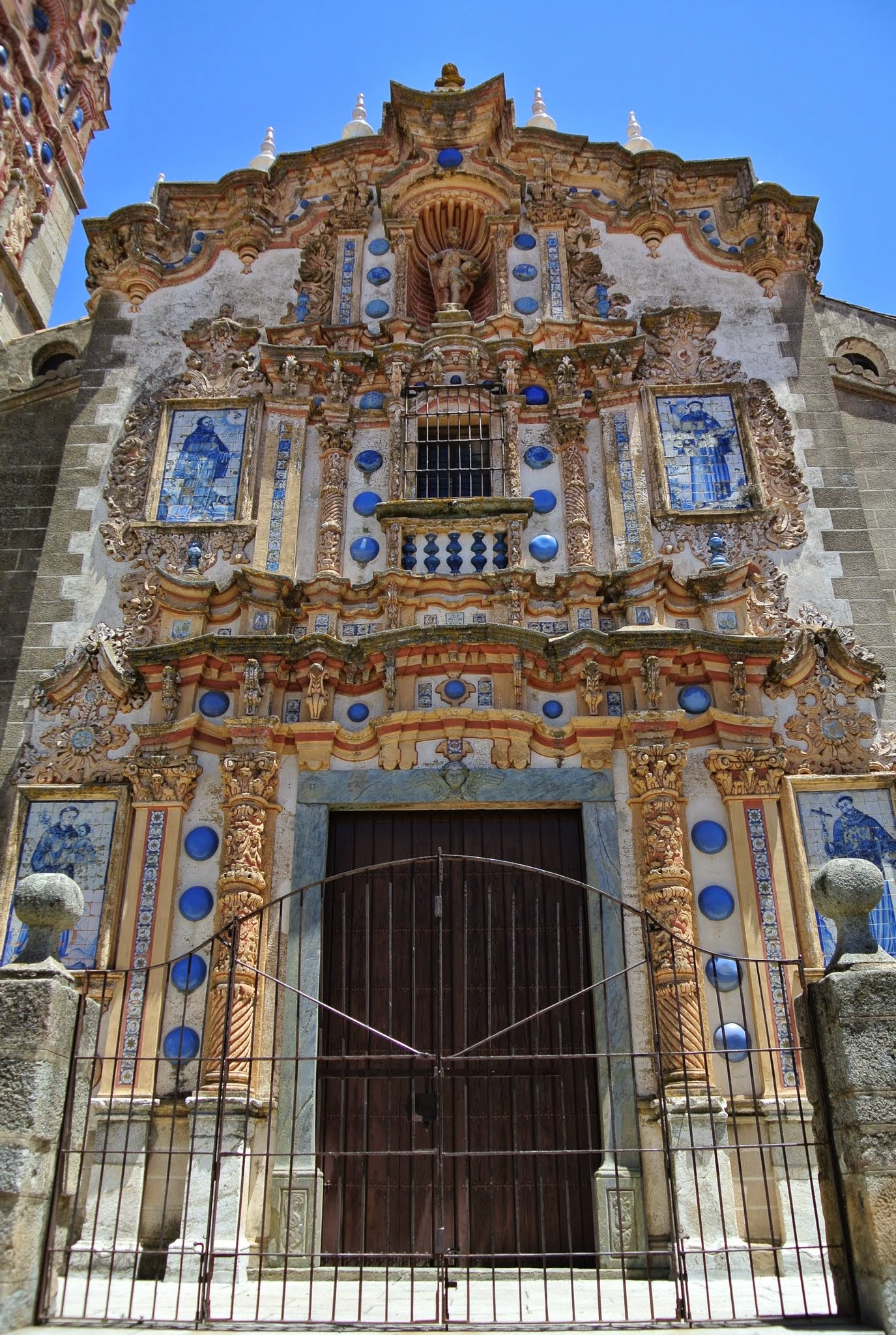
Portada de la iglesia

De las cuatro iglesias parroquiales de Jerez de los Caballeros, la de San Bartolomé se destaca por su decoración y colorido. No es hasta finales del siglo XV cuando existen documentos fehacientes sobre la existencia de la actual iglesia de San Bartolomé. Respecto a su datación, también consta la inscripción que existe en el interior del templo, en la cual se especifica que una de las capillas laterales fue terminada en 1508.
Durante los siglos XVII y XVIII el templo sufriría numerosas reformas. Así, en el siglo XVII, se amplía la cabecera del templo, sustituyéndose la bóveda de crucería por una cúpula sobre pechinas. Y junto a ella se construye en este mismo siglo una nueva sacristía. En 1689 se amplía la capilla mayor y se cubre mediante bóveda de medio cañón. Finalmente, la torre campanario se construyó en 1759 al haberse derrumbado la anterior con motivo del terremoto de Lisboa. Se adosa a la fachada principal por el lado del Evangelio.
La iglesia, que tenía incoado expediente de declaración de bien de interés cultural desde el 15 de marzo de 1983, fue declarada BIC en la categoría de monumento el 8 de octubre de 2013.

## Arquitectura

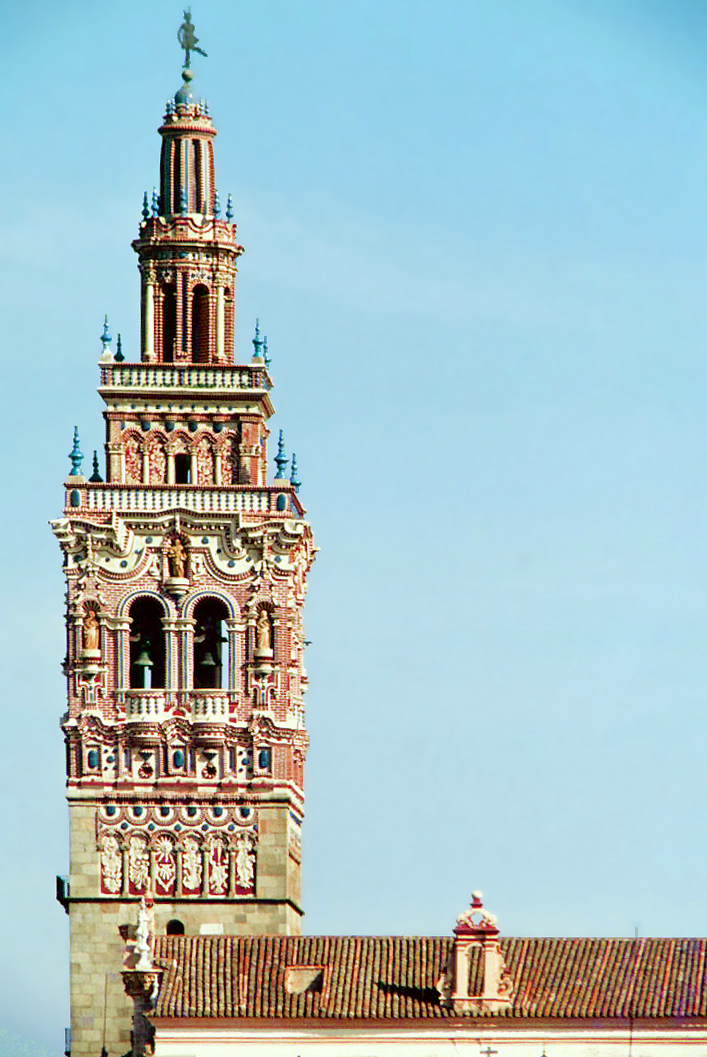
Torre campanario de la iglesia.

La Iglesia de San Bartolomé es un conjunto arquitectónico de diversos estilos con alto valor patrimonial. La mayor monumentalidad se encuentra en su torre y fachada principal. La primera tiene cuatro cuerpos con gran ornamentación, sobre todo en la parte del campanario, con abundante uso del yeso, ladrillo y cerámica coloreada. Este mismo estilo se aprecia en la fachada con mayor profusión de azulejos y con columnas toscanas y salomónicas. Su estilo principal es barroco con fábrica de ladrillo y aplicaciones de barro cocido y yesería, con revestimientos de vistosa cerámica vidriada.

### Exterior
El inmueble está formado por la iglesia, la torre-campanario, la sacristía, dependencias anexas a la sacristía y un pequeño patio ubicado en la zona norte.
La iglesia presenta dos puertas de acceso desde la vía pública, una en la fachada sur, en el lado de la Epístola, y otra en la fachada principal. La portada lateral que se asienta en la fachada sur, en el lado de la Epístola, es de carácter neoclásico.
La fachada principal se sitúa al oeste, a los pies del templo; antecede a la misma una escalinata que desemboca en un espacio libre, cerrado con grandes pedestales rematados por bolos de granito y una sencilla barandilla de hierro. La fachada, dividida en tres cuerpos, presenta una gran riqueza ornamental. En la misma destacan una hornacina central que alberga una escultura de San Fernando y diversos cuadros de azulejería.
Pero la construcción más destacada el edificio es la torre-campanario que se alza junto a la fachada principal, en el lado del Evangelio. Estilísticamente podemos relacionar la torre con el barroco andaluz y destaca, como la fachada principal, por el uso de elementos decorativos como el yeso policromado, el barro vidriado y la cerámica.

### Interior

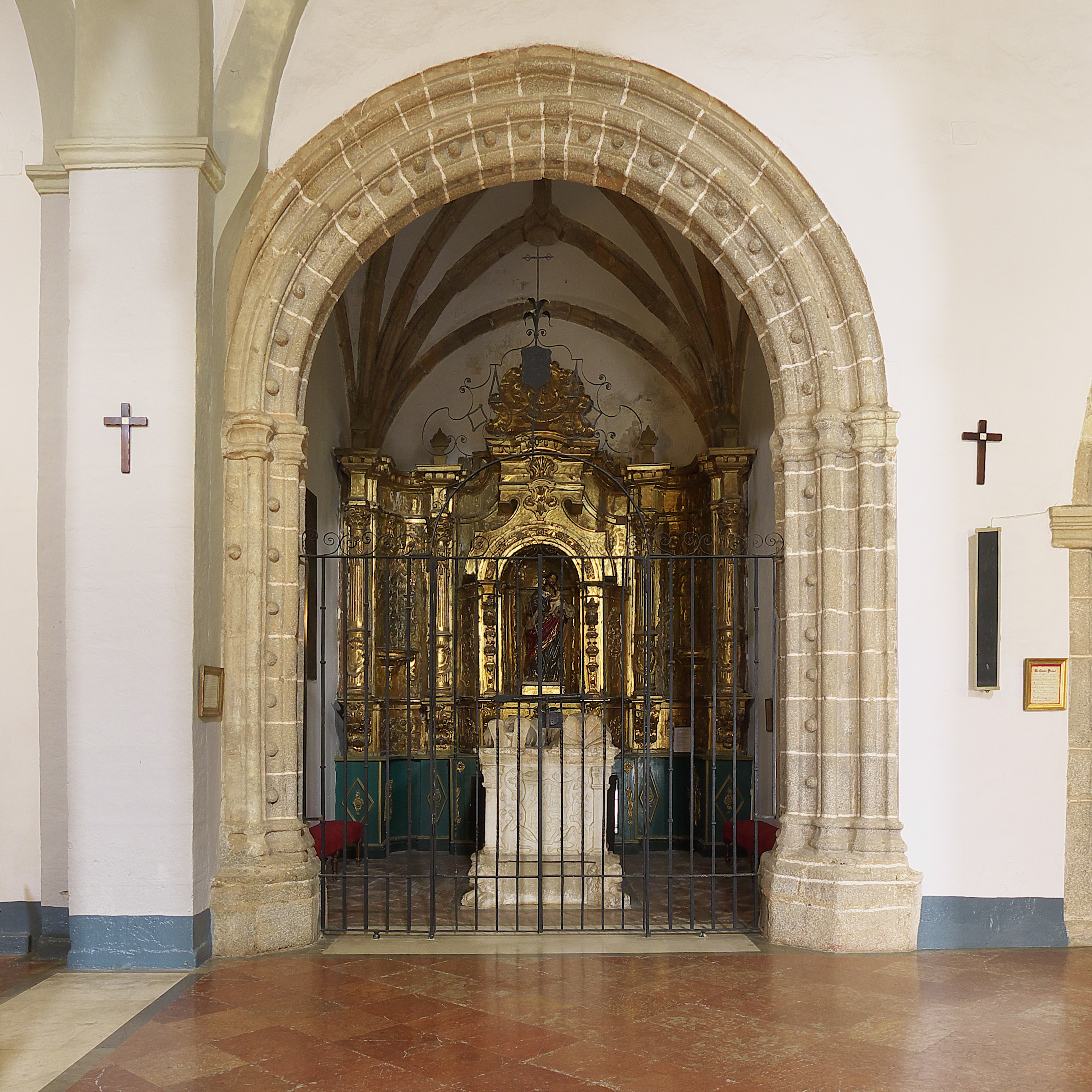
Capilla de los Comendadores, donde está enterrado el almirante Vasco Núñez de Balboa.

Respecto al interior del templo, el mismo presenta planta rectangular, con tres naves divididas por arcos de medio punto que apoyan sobre pilares de composición cuadrangular. La nave central es de mayor altura que las laterales, y está cubierta con bóveda de cañón. Desde las naves laterales, cubiertas con bóvedas de arista, se accede a las diferentes capillas.
Espacialmente, la iglesia se articula en tres tramos limitados por el sotocoro, situado a los pies, y el presbiterio. El ábside central se cubre mediante bóveda de medio cañón, mientras que las capillas, situadas en la cabecera de las naves laterales, lo hacen mediante cúpulas. Las capillas, a las que se accede desde las naves laterales del lado del Evangelio y de la Epístola, no siguen el estilo constructivo del resto del edificio. Las bóvedas de crucería y las portadas de acceso con arcos apuntados de cantería, algunos de ellos con decoración de bolas, son muestras indudables de un estilo anterior, del gótico tardío. Es posible, por tanto, que estas capillas sean los restos de la construcción más antigua, con decoración y tipología constructiva de comienzos del siglo XVI.
Dentro del templo se localizan numerosos bienes de interés patrimonial, cuáles son: el órgano; el púlpito; las pilas bautismales; diferentes retablos, particularmente el del altar mayor; el sepulcro realizado en mármol de Vasco de Jerez y de su esposa Beatriz Bravo González; así como numerosos lienzos en la sacristía. Además, en la Iglesia de San Bartolomé se desarrolla un ritual festivo denominado “La Salida del Diablo” y “La Quema del Rabo del Diablo” que organiza la Cofradía del Santísimo Sacramento.
Destaca el hecho de que en esta iglesia descansan los restos de Vasco Núñez de Balboa, en la llamada capilla de los Comendadores.